# 尬舞Online
《尬舞Online》（中国大陆旧译）是由知名線上跳舞遊戲《勁舞團》的研發商T3 Entertainment所推出的《勁舞團》續作。由於前作《勁舞團》的高人氣，故其續作在玩家群中也擁有較高的期待度。
該作在中國大陸的代理商曾为第九城市，但其从未公布遊戲的上市日程。雖然第九城市並未正式確認，但曾有消息指出該作在中國大陸的命名為「快樂星期舞」。其后游戏代理权被博瑞天堂取得，游戏定名为「劲舞堂」，并于2013年12月18日开始公测。
而台港澳則由遊戲新幹線在2010年4月宣布取得其代理權，並且在公開消息的同時於遊戲新幹線旗下社群網站Minik舉辦對該作的命名活動；最終「尬舞Online」這個命名獲勝，成為本作在台港澳的正式命名。2016年8月10日，遊戲在台湾結束營運。

## 外部連結
- 台港澳官方網站